# František Bílek (malíř)
František Bílek (1. října 1907, Zaječice – 1985) byl český malíř a sochař tvořící v Kacanovech u Turnova.

## Život
Navštěvoval večerní kurzy kreslení v Praze a zdokonaloval se v malbě pod dozorem profesorů Tomáše Františka Šimona a Otakara Nejedlého z Akademie výtvarných umění. Sochařskou průpravu získal u sochaře Otakara Rábla v Hořicích. Svá díla od roku 1933 vystavoval na českém venkově. V letech 1935–1939 výtvarně tvořil na Slovensku, kde v roce 1938 uvedl soubor krajin v Trenčianských Teplicích. Od roku 1940 maloval na Turnovsku. Krajiny odtud a Beskyd popisového rázu vystavil v roce 1943 v Beaufortově síni v Praze.